# Libertad (Buenos Aires)
Libertad is een plaats in het Argentijnse bestuurlijke gebied Merlo in de provincie Buenos Aires. De plaats telt 100.324 inwoners.